# Axinyssa isabela
Axinyssa isabela är en svampdjursart som beskrevs av Carballo och Cruz-Barraza 2008. Axinyssa isabela ingår i släktet Axinyssa och familjen Halichondriidae. Inga underarter finns listade i Catalogue of Life.